# Titus Hosmer
Titus Hosmer (* 1736 in West Hartford, Colony of Connecticut; † 4. August 1780 in Middletown, Connecticut) war ein amerikanischer Rechtsanwalt, Richter und Politiker. Er war einer der Unterzeichner der Konföderationsartikel.

## Leben
Titus Hosmer graduierte 1757 am Yale College. Anschließend studierte er die Rechtswissenschaften, bekam dann 1760 seine Zulassung als Anwalt und fing in Middletown zu praktizieren an. Schließlich entschied er sich eine politische Laufbahn einzuschlagen und hielt einige lokale Ämter. Er war von 1773 bis 1778 Mitglied im Repräsentantenhaus von Connecticut, von dem er 1776 und 1778 Speaker of the House war. Ferner war er 1776 und 1777 Mitglied im Council of Safety. Im Mai 1778 wurde er in den Senat von Connecticut gewählt. Dieses Amt hatte er bis zu seinem Tod inne. Darüber hinaus sandte man ihn 1778 in den Kontinentalkongress, wo er die Konföderationsartikel unterzeichnete. Danach nahm er wieder seine Tätigkeit als Anwalt auf. 1780 wurde er Richter am US-Marineberufungsgericht (United States Maritime Court of Appeals). Im selben Jahr verstarb er in Middletown und wurde anschließend auf dem Mortimer Cemetery beigesetzt.

## Familie
Er heiratete am 29. November 1761 in Middletown Lydia Lord. Das Paar hatte zwei gemeinsame Söhne, Stephen und Hezekiah Lord Hosmer. Stephen wurde ebenfalls Rechtsanwalt und war später Chief Justice am Connecticut Supreme Court. Hezekiah Lord Hosmer I wurde Abgeordneter im US-Repräsentantenhaus für den Staat New York. Sein Sohn, Hezekiah Lord Hosmer II, war der erste Chief Justice im Montana-Territorium und der Verfasser folgender Bücher: The Octoroon und Bacon and Shakespeare in the Sonnets.